# Licinus manriquianus
Licinus manriquianus es una especie de escarabajo de la familia Carabidae.

## Distribución geográfica
Es endémica de Fuerteventura y Lanzarote, islas Canarias (España).